# دينيس تشيوبوتاريو
دينيس تشيوبوتاريو (بالرومانية: Denis Ciobotariu)‏ هو لاعب كرة قدم روماني في مركز قلب الدفاع، ولد في 10 يونيو 1998 في بوخارست في رومانيا. شارك مع منتخب رومانيا تحت 19 سنة لكرة القدم ومنتخب رومانيا تحت 21 سنة لكرة القدم. أما مع النوادي، فقد لعب مع دينامو بوخارست وسي إف آر كلوج ونادي فولنتاري.

## وصلات خارجية
- دينيس تشيوبوتاريو على موقع الاتحاد الأوربي (الإنجليزية)
- دينيس تشيوبوتاريو على موقع قاعدة بيانات كرة القدم.إي يو (الإنجليزية)
- دينيس تشيوبوتاريو على موقع Soccerway.com (الإنجليزية)
- دينيس تشيوبوتاريو على موقع عالم كرة القدم.نت (الإنجليزية)